# Gaon Singles Chart 2011
Le Gaon Singles Chart 2011 est le classement des meilleures ventes de singles en Corée du Sud au cours de l'année 2011.
Le tableau suivant présente la liste des titres ayant été numéro un. Le classement complet de chaque semaine se trouve sur le site officiel.
| Date                                 | Titre                                                  | Artiste                                       | Ventes |
| ------------------------------------ | ------------------------------------------------------ | --------------------------------------------- | ------ |
| 31 décembre 2011                     | Puisqu'on s'aimait (우리 사랑했잖아)                   | Davichi & T-ara                               |        |
| 24 décembre 2011                     | Trouble Maker                                          | Hyuna & Hyunseung                             |        |
| 3 décembre 2011 au 17 décembre (3)   | Toi et moi (너랑 나)                                   | IU                                            |        |
| 19 novembre 2011 au 26 novembre (2)  | Cry Cry                                                | T-ara                                         |        |
| 12 novembre 2011                     | Be My Baby                                             | Wonder Girls                                  |        |
| 5 novembre 2011                      | Seojjok Haneul (서쪽 하늘)                             | Ulala Session                                 |        |
| 22 octobre 2011 au 29 octobre (2)    | The Boys                                               | Girls' Generation                             |        |
| 15 octobre 2011                      | Open Arms                                              | Ulala Session feat. Christina                 |        |
| 8 octobre 2011                       | Donggyeong Sonyeo (동경소녀)                           | Busker Busker                                 |        |
| 1er octobre 2011                     | Sixth Sense                                            | Brown Eyed Girls                              |        |
| 24 septembre 2011                    | Hello                                                  | Huh Gak                                       |        |
| 3 septembre 2011 au 17 septembre (3) | Ne dis pas au revoir (안녕이라고 말하지마)             | Davichi                                       |        |
| 20 août 2011 au 27 aout (2)          | TVreul Kkeottne… (TV를 껐네…)                          | Leessang feat. Yoon Mirae, Kwon Jung-yeol     |        |
| 13 août 2011                         | So Cool                                                | Sistar                                        |        |
| 6 août 2011                          | Ugly                                                   | 2NE1                                          |        |
| 23 juillet 2011                      | Good-bye Baby                                          | miss A                                        |        |
| 9 juillet 2011 au 16 juillet (2)     | Baramnasseo (바람났어)                                 | GG (Park Myung-soo & G-Dragon) feat. Park Bom |        |
| 2 juillet 2011                       | Je suis la meilleure (내가 제일 잘 나가)               | 2NE1                                          |        |
| 25 juin 2011                         | Hands Up                                               | 2PM                                           |        |
| 18 juin 2011                         | Joyul (조율)                                           | JK Kim Dong-wook                              |        |
| 11 juin 2011                         | Nareul Ijji Marayo (나를 잊지 말아요)                  | Huh Gak                                       |        |
| 4 juin 2011                          | For 1000 Days (천일동안)                               | Ock Joo-hyun                                  |        |
| 28 mai 2011                          | Nawa Gatdamyeon (나와 같다면)                          | Kim Yeon-woo                                  |        |
| 21 mai 2011                          | Lonely                                                 | 2NE1                                          |        |
| 14 mai 2011                          | I Hope It Would Be That Way Now (이젠 그랬으면 좋겠네) | Park Jung-hyun                                |        |
| 30 avril 2011 au 7 mai (2)           | Don't Cry                                              | Park Bom                                      |        |
| 23 avril 2011                        | Pinocchio (피노키오)                                   | F(x)                                          |        |
| 16 avril 2011                        | Love Song                                              | Big Bang                                      |        |
| 2 avril 2011 au 9 avril (2)          | Jebal (제발)                                           | Kim Bum Soo                                   |        |
| 26 mars 2011                         | Intuition (직감)                                       | CN Blue                                       |        |
| 19 mars 2011                         | Mon cœur bat (가슴이 뛴다)                             | K.Will                                        |        |
| 12 mars 2011                         | T’es fou ! (미친거니)                                  | Song Jieun feat. Bang Yong Guk                |        |
| 5 mars 2011                          | Tonight                                                | Big Bang                                      |        |
| 19 février 2011 au 26 février (2)    | Je suis la seule à ne pas savoir (나만 몰랐던 이야기)  | IU                                            |        |
| 12 février 2011                      | Black & White                                          | G.NA                                          |        |
| 5 février 2011                       | Someday                                                | IU                                            |        |
| 22 janvier 2011 au 29 janvier (2)    | For First Time Lovers (처음 사랑하는 연인들을 위해)    | Jung Yong-hwa                                 |        |
| 15 janvier 2011                      | Cet homme-là (그 남자)                                 | Hyun Bin                                      |        |
| 11 décembre 2010 au 8 janvier (5)    | Une journée magnifique (좋은 날)                       | IU                                            |        |